# Jonas Myrstrand
Gunnar Jonas Fredrik Myrstrand, född 25 september 1960 i Täby i Stockholms län, är en svensk regissör, manusförfattare och filmcurator. Han är son till Gunnar Myrstrand.
Jonas Myrstrand har studerat på Birkagårdens folkhögskola 1983-84, Filmakademin i Göteborg 1988-89 och tog examen som filmcurator vid Göteborgs universitet 2011. Han har producerat över 25 kortfilmer under 25 år och är verksam med eget filmproduktionsbolag. Hans film Confession 2001 var nominerad till Best Swedish Short på Göteborg Internationella filmfestival.
Myrstrand är immersiv producent av Virtual Reality-filmen Gbg Minnesvarv/Gbg Crane Memory, om Göteborgs världsledande varvsepok. Filmen och projektet tilldelades priser på internationella filmfestivaler 2022.
Myrstrand deltog som visuell artist i EU-projektet Memory of Water 2018–2020, där sex länder och sex hamnstäder analyserade sina respektive kulturvarv..

## Regi
- Confession (2001
- Jobba hem, jobba hem (2002)
- Den Sjungande Korpen (2009)
- Separation (2019)
- Grenen (2020)
- Gbg Minnesvarv (2022)
- Pappa Blueberry (2024)

## Filmmanus
- Tinnitus Blues (1997)
- Hallå (tv-short) (1998)
- Zaza och Håkan (dok)
- Separation (2019)
- Grenen (2020)
- Gbg Minnesvarv (2022)
- Pappa Blueberry (2024)

## Producent
- Historiens Skuggor (2013)
- Djuren berättar (2014)
- Gbg Tidevarv i VR (2023)
- Pappa Blueberry (2024)

## Fotnoter
1. ↑  ”Jonas Myrstrand - SFdb”. 25 september 1960. https://www.svenskfilmdatabas.se/sv/item/?type=person&itemid=207420. Läst 4 april 2024.
2. ↑  ”STUDIO JOX – Film i alla former…”. https://studiojox.se/. Läst 4 april 2024.
3. ↑  ””GBG CRANE MEMORY””. https://studiojox.se/official-selected-festivals-award-winner/. Läst 4 april 2024.
4. ↑  ”GBG Crane Memory” (på engelska). FilmFreeway. https://filmfreeway.com/GBGCraneMemory. Läst 4 april 2024.
5. ↑  ”MEMORY of WATER – STUDIO JOX”. https://studiojox.se/memory-of-water/. Läst 4 april 2024.
6. ↑  ”Memory of Water 2018-2020”. Intercult. https://www.intercult.se/en/memory-of-waters-2018-2020/. Läst 4 april 2024.